# Kowalewko (powiat obornicki)
Kowalewko (pol. hist. Kowalewo) – wieś sołecka w Polsce położona w województwie wielkopolskim, w powiecie obornickim, w gminie Oborniki.

## Historia
Wieś pierwotnie związana była z Wielkopolską. Ma metrykę średniowieczną i istnieje co najmniej od początku XIV wieku. Po raz pierwszy odnotowana została w łacińskim dokumencie z 1388 jako "Kovalewo", 1389 "Cowalewo", 1563 "Cowaliewo" i w 1577 pod obecną nazwą "Kowalewko".
Tereny, na których powstała miejscowość, były jednak zasiedlone znacznie wcześniej. W miejscowości (przy okazji budowy gazociągu tranzytowego Jamał-Europa) odkryto bogate cmentarzysko kultury wielbarskiej z okresu rzymskiego, wiązane z obecnością germańskich Gotów.
Początkowo wieś należała do opola chojnickiego z siedzibą w Chojnicy, które było reliktem opola – przedpaństwowej wspólnoty rodowo-terytorialnej, a w późniejszym okresie stało się administracyjnym podokręgiem kasztelanii. W 1388 Kowalewko zostało odnotowane w granicach tego opola.
Miejscowość była początkowo wsią szlachecką należącą do lokalnej szlachty wielkopolskiej z rodu Kowalewskich, którzy od nazwy wsi przyjęli odmiejscowe nazwisko, a później także do Imbirów oraz Objezierskich. W 1477 wieś leżała w powiecie poznańskim województwa poznańskiego w Koronie Królestwa Polskiego. W 1448 i w 1508 odnotowana w parafii Objezierze.
W latach 1389–1401 miejscowość była własnością Jana Kowalewskiego. W 1389 prowadził on spór sądowy z mieszczaninem poznańskim Niczkiem Litwinem. W 1400 Jan ze swymi dziećmi oraz Michał Lubaski zeznali przed sądem, że zagubili dokument dotyczący długu, jaki miał wobec nich sędzia poznański Jan z Czarnkowa. Dług został uiszczony, a oni zobowiązali się unieważnić wspomniany dokument w przypadku gdyby się jednak odnalazł. W 1400 odnotowano, że Jan Kowalewski, który od Kowalewa przyjął odmiejscowe nazwisko jest ojcem Mikołaja Wargowskiego, który swoje nazwisko przyjął od wsi Wargowo. W XIV-XV wieku kilka różnych dokumentów odnotowało kilku Kowalewskich oraz spokrewnionych z nimi Wargowskich. W 1428 odnotowani zostali imiennie dwaj kmiecie z Kowalewka: włodarz Andrzej Kędziorka oraz Marek Łagiewnicki.
W latach 1425–1434 jako właściciela we wsi odnotowano Niemierzę Bliżyckiego vel Kiszewskiego, który miał także majętności w Objezierzu. W 1428 Niemierza wraz z synami Mikołajem oraz Wincentym sprzedali wikariuszom katedry poznańskiej czynsz roczny w wysokości dwóch grzywien z Kowalewka za 24 grzywny. W 1444 synowie Niemierzy oraz bracia Mikołaj, Wincenty Imbir, Abraham, Jan oraz Sędziwój z Objezierza toczyli spór sądowy z Barbarą z Łopuchowa żoną kasztelana gnieźnieńskiego Piotra Bnińskiego, dowodząc, że ani jej babka Małgorzata, matka Niemierzy Bliżyckiego vel Kiszewskiego, a następnie żona Żegoty z Łopuchowa, ani jej matka Dobroszka żona Mroczka z Łopuchowa nie wniosły z Łopuchowa do Kowalewka wymaganej kwoty 50 grzywien.
W latach 1477–1494 właścicielem we wsi był, syn Wincentego Imbira oraz wnuk Niemierzy, Stanisław Imbir z Objezierza. W 1477 zakupił on za 600 grzywien od synów Abrahama z Objezierza oraz wnuków Niemierzy - Mikołaja, Jana oraz Niemierzy wieś Kowalewko wraz z młynem wodnym. W 1484 otrzymał od mieszczki szamotulskiej Świętosławy Futrarki 24 grzywny szer. półgroszy i za tę kwotę zapisał z Kowalewka czynsz roczny w wysokości dwóch grzywien płatny na ręce Mikołaja rektora kościoła parafialnego w Szamotułach, który przeznaczony był na ufundowanie tam altarii. W 1487 Wincenty kupił z zastrzeżeniem prawa odkupu od swojej drugiej żony Agnieszki z domu Niepartskiej czynsz roczny w wysokości 6,5 grzywny, który zapisany był na Bodzeporowicach Małych oraz na części Fałkowa za 100 grzywien sumy głównej oraz przejął od niej czynsz roczny w wysokości 13 grzywien zapisany z zastrzeżeniem prawa odkupu za 200 grzywien na Podarzewie, Budzeporowicach i Fałkowie w powiecie gnieźnieńskim. W zamian za to Stanisław Imbir miał zapłacić Agnieszce 50 grzywien w ratach przez 8 łanów, którą to sumę zabezpieczył na wsiach Objezierze i Kowalewko oraz na połowie miasta Ryczywół. W 1494 Stanisław zapisał wikariuszom katedry poznańskiej czynsz roczny w wysokości 10 grzywien, trzech wiardunków oraz 4 groszy od sumy 134 grzywien na wsiach Objezierze, Kowalewko i Krężoły oraz na mieście Ryczywół. W 1494 Stanisław Imbir zapisał czynsz roczny w wysokości 8 grzywien od sumy 100 grzywien Janowi Peszlowi kanonikowi kolegiaty NMP koło katedry poznańskiej na wsiach Objezierze, Kowalewko i Krężoły.
W 1488 odnotowany został dwór szlachecki w Kowalewku należący do Sędziwoja Objezierskiego dziedzica oraz plebana w Objezierzu. W 1525 Andrzej Objezierski zapisał po 600 złotych polskich posagu oraz wiana na połowie Objezierza oraz na całym dworze objezierskim oraz na połowie Kowalewka swojej żonie Katarzynie córce zmarłego Wojciecha z Janowca i Włoszanowa w powiecie gnieźnieńskim.
Miejscowość odnotowały także historyczne rejestry podatkowe dzięki którym znamy stosunki własnościowe we wsi. W 1508 wieś zapłaciła wiardunki wojenne z dwóch półłanków oraz młyna o jednym kole wodnym. W 1563 miał miejsce pobór z Kowalewka z 1,5 łana, młyna o dwóch kołach korzecznych. W 1577 pobór z miejscowości zapłacił Andrzej Objezierski. W 1580 zapłacił także pobór z 3/4 łana, 4 zagrodników, jednego komornika, od dwóch najemnych robotników zwanych ratajami oraz od młyna dorocznego.
W 1594 nastąpił podział majątku między braci Objezierskich z Objezierza. W jego wyniku Andrzej Objezierski otrzymał połowę Objezierza, całe Kowalewko oraz połowę młyna w Kowalewku, a Jerzy otrzymał połowę Objezierza oraz połowę młyna w Kowalewku.
Wskutek II rozbioru Polski w 1793, miejscowość przeszła pod władanie Prus i jak cała Wielkopolska znalazła się w zaborze pruskim.
W latach 1975–1998 miejscowość administracyjnie należała do województwa poznańskiego.